# Приз имени Нобуро Офудзи
Приз имени Нобуро Офудзи (яп. 大藤信郎賞) — награда, вручаемая с 1962 года за анимационные фильмы в рамках ежегодной японской кинопремии «Майнити». Награда была учреждена в память об умершем в 1961 году выдающемся японском аниматоре Нобуро Офудзи. Награда вручается аниматорам за превосходство и инновации в анимационном кино.
Нобуро Офудзи умер в 1961 году. Единственная сестра Офудзи, потерявшая близких, передала его наследство на премию «Майнити», которая начиналась как фонд. В результате обсуждения и голосования отборочной комиссией награда вручается отдельным лицам или группам, которые добились в течение года особых достижений в области производства анимационных фильмов. С 1989 года в дополнение к премии Офудзи была учреждена премия за анимационные фильмы в рамках премии «Майнити». Номинации являются общими для обеих премий, без разделения между полнометражными и короткометражными фильмами, но награда Animation Film Awards в основном присуждается за художественные фильмы, и эта награда в основном присуждается за «экспериментальные работы». Таким образом, никто ещё не получал премию анимационного фильма и премию Офудзи одновременно. При выборе обеих наград сначала будут определены победители Премии Анимационных фильмов, а затем будут определены победители Премии Офудзи Нобуро.
Первым кинематографистом, получившим награду, был Осаму Тэдзука. Наибольшее количество наград получили Таданари Окамото (8) и Кихатиро Кавамото (5). Несколько кинематографистов — Хаяо Миядзаки, Исао Такахата, Хироюки Китакубо и Сатоси Кон — получали как премию Нобуро Офудзи, так и награду «Майнити» за лучший анимационный фильм. Из иностранных аниматоров эту награду удалось получить только Александру Петрову и его команде в 1999 году за фильм «Старик и море».
За ним последовали ставшие известными во всем мире авторы, такие как Таданари Окамото, Кихатиро Кавамото, Ёдзи Кури, Хаяо Миядзаки, Кацухиро Отомо и Сатоси Кон.

## Лауреаты

### 1962—1999
- 1962 — Осаму Тэдзука за «История угла улицы» (Аru machikado no monogatari)
- 1963 — сотрудники Toei Animation, в том числе Юго Сэрикава за Wanpaku Ouji no Orochi Taiji
- 1964 — Макото Вада за «Убийство MURDER» (Satsujin MURDER)
- 1965 — Ёдзи Кури, а также производственной группе Dentsu, в том числе Таданари Окамото и Харуо Мура за «Таинственное лекарство» (Fushigina kusuri)[3]
- 1966 — Осаму Тэдзука за «Картины с выставки» (Tenrankai no E)
- 1967 — Ёдзи Кури за «Две сайры» (Ni-biki no sanma) и «Комната» (Heya)
- 1968 — Gakken за «Гадкий утёнок»
- 1969 — Mushi Production за «Нежный лев» (Yasashī raion)
- 1970 — Таданари Окамото за «Цветок и крот» и «Дом, мой дом» (Hōmu maihōmu)[4]
- 1971 — Video Tokyo за Tenma no Torayan
- 1972 — Кихатиро Кавамото за «Демон» (Oni)
- 1973 — Echo Productions за «Слава малому злу» (Namu ichi-byō sokusai)
- 1974 — Кихатиро Кавамото за «Жизни поэта» (Shijin no shōgai)
- 1975 — Таданари Окамото за «Водяное семя» (Mizu no Tane)[5]
- 1976 — Кихатиро Кавамото за «Храм Додзёдзи» (Dōjōji)
- 1977 — Таданари Окамото за «Лицом к радуге» (Niji ni mukatte)
- 1978 — не вручалась
- 1979 — Tokyo Movie Shinsha за «Люпен III: Замок Калиостро»
- 1980 — Таку Фурукава за «Скорость» (Supīdo)
- 1981 — OH-Production за (Serohiki no gōshu)
- 1982 — Таданари Окамото за «Магическая баллада» (O konji youruri)[6]
- 1983 — Gen Production за «Босоногий Гэн»
- 1984 — Tokuma Shoten Publishing и Hakuhodo Inc. за «Навсикая из Долины Ветров»
- 1985 — Асахи Симбун, TV Asahi и Japan Herald Film Group за «Ночь на Галактической железной дороге» (Ginga tetsudō no yoru)
- 1986 — Tokuma Shoten, а также Хаяо Миядзаки и его производственная группа за «Небесный замок Лапута»
- 1987 — Tezuka Productions за «Легенда леса» (Mori no densetsu)
- 1988 — Хаяо Миядзаки за оригинальность в анимации «Мой сосед Тоторо»[7]
- 1989 — не вручалась
- 1990 — Кихатиро Кавамото за «Принцесса Ибара или принцесса Немури» (Ibara hime matawa nemuri hime)
- 1991 — Таданари Окамото, «Ресторан многих заказов» (Chūmon no ōi ryōri-ten)
- 1992 — не вручалась
- 1993 — Сигэру Тамура за «Галактическая рыбка» (Ginga no sakana)
- 1994 — не вручалась
- 1995 — Кацухиро Отомо и его команде за «Воспоминания о будущем»
- 1996 — N&G Production за «Русубан» (Ru su ban)
- 1997 — не вручалась
- 1998 — Shiro-gumi за «Водный дух Каппа Хякузу» (Mizu no sei kappa hyakuzu)
- 1999 — Александр Петров и технический персонал за «Старик и море»[8]

### С 2000 года
- 2000 — Blood: The Last Vampire[9]
- 2001 — Studio Ghibli за «Кудзира-тори» (Kujira-tori)
- 2002 — Сатоси Кон за «Актриса тысячелетия»
- 2003 — Кихатиро Кавамото за планирование и производство «Зимние дни»
- 2004 — «Mind Game»
- 2005 — Синтаро Кисимото за «Крутой парень! 2005» (tough guy!2005)
- 2006 — «Железобетон»
- 2007 — Кодзи Ямамура за «Сельский врач Франца Кафки» (Kafuka inaka isha)
- 2008 — Хаяо Миядзаки за оригинальную экспрессию в «Рыбка Поньо на утёсе»
- 2009 — Хидэто Наката за совершенство выражения кукольной анимации в «Любовь телефонного столба Элеми» (Denshinbashira Еremi no koi)
- 2010 — не вручалась
- 2011 — Исаму Хирабаяси за «663114»
- 2012 — Short Peaceen
- 2013 — «Луна, упавшая в море» (Umi ni ochita tsuki no hanashi)
- 2014 — «Суета застоя» (Yodomi no sawagi)
- 2015 — «Уровень происхождения» (Suijungenten)
- 2016 — «В этом уголке мира»
- 2017 — «Лу за стеной»[10]
- 2018 — «Лиз и Синяя птица»
- 2019 — «Японский мальчик, который рисует» (Aru Nihon no ekaki shōnen)
- 2020 — «Музыка» (Ongaku)
- 2021 — Pukkulapottas and Hours in the Forest
- 2022 — «Ину-о: Рождение легенды» (Inu-Oh)[11]
- 2023 — «Мальчик и птица» Хаяо Миядзаки[12].